# Aurélien Boche
Aurélien Boche est un footballeur français né le 16 septembre 1981 à Niort. Il a longtemps évolué au poste de défenseur latéral gauche. Depuis 2011, il occupe un poste de défenseur central.

## Biographie
Arrivant à Amiens à l'été 2006, Aurélien Boche est un illustre inconnu. Mais grâce à la confiance que lui accorde Ludovic Batelli, son entraîneur, il se forge une place de titulaire au sein de la formation picarde. Il manque de peu l'accession en Ligue 1 lors de la saison 2006-2007. Aurélien Boche fait partie des joueurs professionnels qui ne refusent jamais un autographe, ce qui fait de lui un des joueurs les plus populaires à l'Amiens SC.
Sa carrière a été perturbée par de récurrentes et sérieuses blessures entre 2008 et 2010, mais il affiche toujours la volonté de poursuivre son activité de footballeur en s'entraînant et même en rejouant depuis début 2011 avec la réserve de l'Amiens SC, en Division Honneur: Il a même activement participé à sa remontée en CFA2. 
Il est arrivé au Nîmes Olympique à l'été 2011. Le club venant de descendre en National, il a contribué à sa remontée immédiate en Ligue 2 (titre de champion de France de National). Blessé sérieusement au genou au cours de cette saison 2011-2012, il se relance la saison suivante en Ligue 2, en disputant 30 matchs en tant que titulaire. Nîmes atteint la 8e place du classement. Il dispute encore 25 matchs de ligue 2 sous les couleurs de Nîmes Olympique lors de la saison 2013-2014.
Il commence la saison 2014-2015 en National,  sous les couleurs de Istres, avant de signer à l'US Boulogne Cote d'Opale lors du mercato hivernal. Peu utilisé par le club nordiste, l'USBCO et le joueur, décident de mettre un terme à leur collaboration en septembre 2015. Ceci marque la fin de la carrière sportive du joueur après douze années de professionnalisme.

## Carrière
- 2000-2003 :  La Roche Vendée Football (National)
- 2003-2004 :  Angoulême CFC (National)
- 2004-2005 :  US Roye (National)
- 2005-2006 :  AS Cherbourg (National)
- 2006-2010 :  Amiens SC (Ligue 2, National)
- 2011-2014 :  Nîmes Olympique (National, Ligue 2)
- 2014-2015 :  FC Istres (National)
- 2015 :  US Boulogne (National)[2]

## Palmarès
- 2012: Champion de France du championnat National avec le Nîmes Olympique.